# Курочкино (Алтайский край)
Ку́рочкино — село в Тальменском районе Алтайского края. Административный центр Курочкинского сельсовета.

## История
Основано в 1630 году. В 1928 году село состояло из 387 хозяйств, основное население — русские. В административном отношении являлось центром Курочкинского сельсовета Тальменского района Барнаульского округа Сибирского края.

## Население
| 1926 | 1997 | 1998 | 1999 | 2000 | 2001 |
| ---- | ---- | ---- | ---- | ---- | ---- |
| 1666 | ↘865 | ↗935 | ↘840 | ↘798 | ↗808 |
| 2002 | 2003 | 2004 | 2005 | 2006 | 2007 |
| ↘750 | ↘736 | ↘716 | ↘712 | ↘708 | ↘701 |
| 2008 | 2009 | 2010 | 2011 | 2012 | 2013 |
| ↗727 | ↗759 | ↘746 | ↘742 | ↘719 | ↗731 |

### Национальный состав
Согласно результатам переписи 2002 года, в национальной структуре населения русские составляли 91 %.

## Улицы
| - ул. Волжская, - ул. Лесная, - пер. Майский, - ул. Молодёжная, - ул. Новая, | - ул. Полевая, - ул. Садовая, - ул. Советская, - ул. Совхозная, - ул. Школьная. |

## Известные уроженцы
- Косоуров, Виктор Семёнович (род. 1948) — советский и российский политический деятель.